# 繪馬

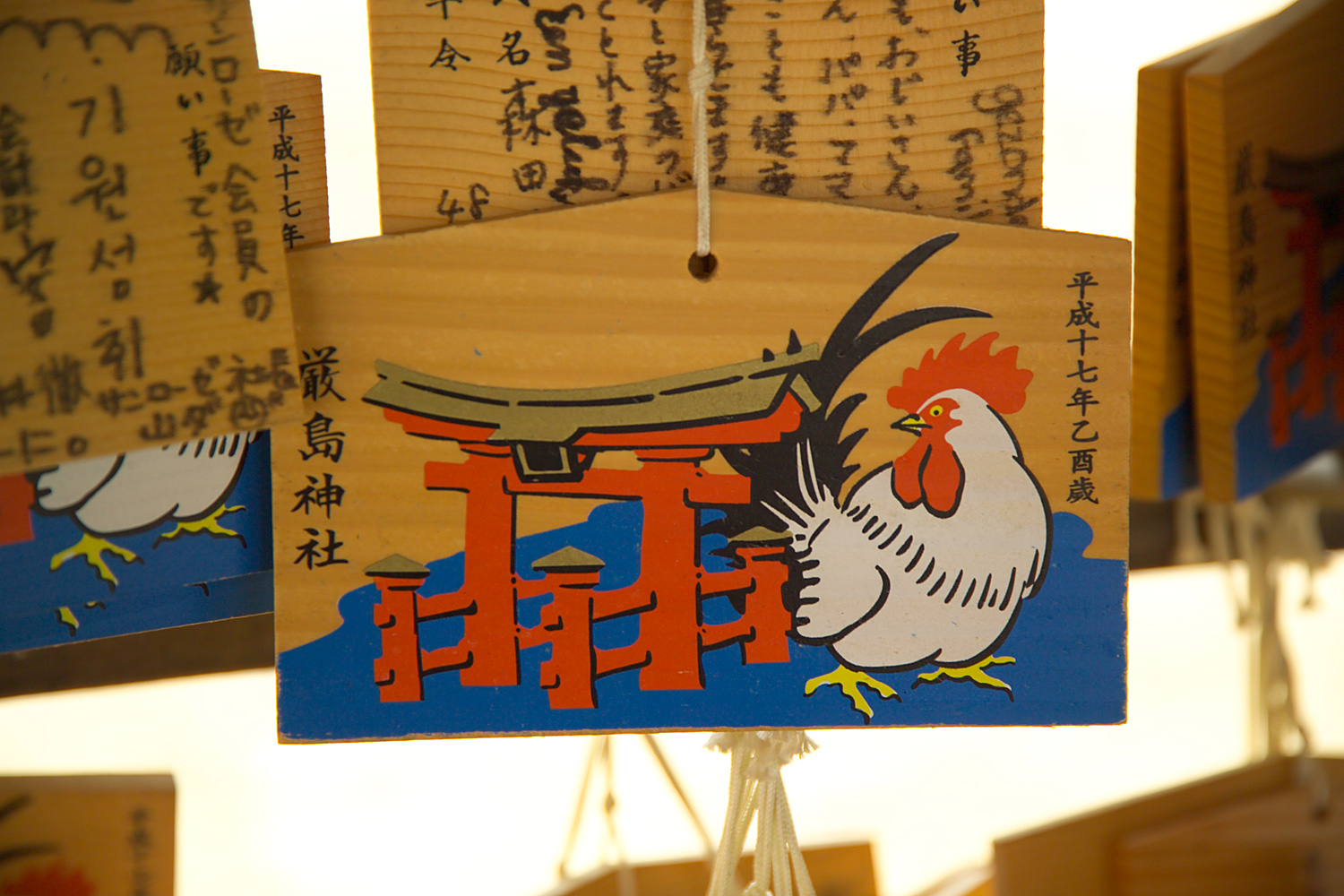
繪馬（嚴島神社）

繪馬（日语：／ Ema）是在日本、神社、寺院裡祈願時用的一種奉納物，一般用木板製成，呈五角形。

## 來由
日本人自古視馬為神明的坐騎，故有信徒將活體的馬奉獻神社以表虔誠或祈願，因神社方面馬匹需要活動空間、飼養費用；信眾方面礙於馬匹價格昂貴等不便因素，漸發展為木馬、土馬、紙馬等非實物的馬型物品，最後發展在木板上繪畫馬匹，稱為「繪馬」。
現在定型化的繪馬呈現如「家型」之五角形，會印上神社或寺院名，一面是馬匹圖案，另一面空白供信眾書寫姓名、心願。
常見的是小型的個人奉納所用的繪馬，不過也有如牌匾大小的多人用大型繪馬。

## 變體
現今日本神社或寺院多推出獨具特色的繪馬，令信徒選擇增多。

### 圖案
- 繪馬依據該年生肖而推出該動物圖案的繪馬，如廣島縣嚴島神社每年各有不同繪馬，「丁酉年」則推出雞的圖案。
- 繪馬依祀神信仰繪畫該祀神的圖案或圖騰，如京都祇園大國主社繪有大國主神「因幡之白兔」故事、京都晴明神社繪有五芒星等。
- 繪馬依祈願項目繪畫不同圖案，如求愛情良緣繪有愛心、祈求女性身體健康繪有乳房、下身圖案[1]等。

### 形狀
- 繪馬依祀神信仰製成不同形狀，如京都伏見稻荷大社製成狐狸頭形狀、奈良春日大社製成鹿頭形狀。
- 繪馬依祈願項目製成不同形狀，如求愛情良緣製成愛心形、求錢財金運製成錢幣形等。

### 造型
- 繪馬依信仰文化製成不同造型，此類已非平面木板甚或採作其他材質，屬於實物或其縮小版，如京都伏見稻荷大社有鳥居繪馬、東京多摩川淺間神社有瓷盤繪馬、埼玉縣箭弓稻荷神社有球棒繪馬等。

## 巨大繪馬
有些神社會在正月裡使用“巨大繪馬”：
- 靜岡浅間神社：靜岡縣静岡市葵區[2]
- 高羽江社：三重縣伊勢市[3]
- 白鳥神社：香川縣東香川市[4]

## 繪馬架
懸掛繪馬的繪馬架，在日文寫作「絵馬掛け所」（日语： Emakakesyo）、「絵馬奉納所」（日语： Emahounousyo）或「絵馬所」（日语： Emasyo）。
信眾先在「繪馬記入所」（日语：／ Emakinyuusyo）書寫祈願內容，之後再將繪馬掛在繪馬架上，認為如此便能將心願上達神明或佛菩薩。神社或寺院會在特定時間將過往的繪馬進行儀式後焚化。